# Tibetpipare
Tibetpipare (Anarhynchus atrifrons) är en fågelart i familjen pipare som häckar i Centralasien och som är nära släkt med både kamtjatkapipare och ökenpipare. Fram tills nyligen behandlades också tibetpipare och kamtjatkapipare som den gemensamma arten mongolpipare.

## Utbredning och systematik
Tibetpiparen häckar i bergsområden från Tianshan och Pamir i väster över Tibetanska högplatån till östligaste Tibet. Den delas in i tre underarter med följande utbredning:
- atrifrons – häckar på högplatåer och i halvöknar ovan trädgränsen i västligaste Tibet, samt områden i Ladakh i nordvästra Indien
- pamirensis – häckar i intilliggande Tadzjikistan och Kirgizistan; övervintrar i Afrika och västra Indien
- schaeferi – häckar från Tibet och nordost till Qinghai i centrala Kina

Vintertid flyttar tibetpiparen till ett område från Sydostasien västerut via Indien och Mellanöstern till östra Afrika. Östliga tibetpipare (schaeferi) övervintrar från Sydostasien till Java. Åtminstone ett fynd av tibetpipare finns från i nordvästra Australien. 

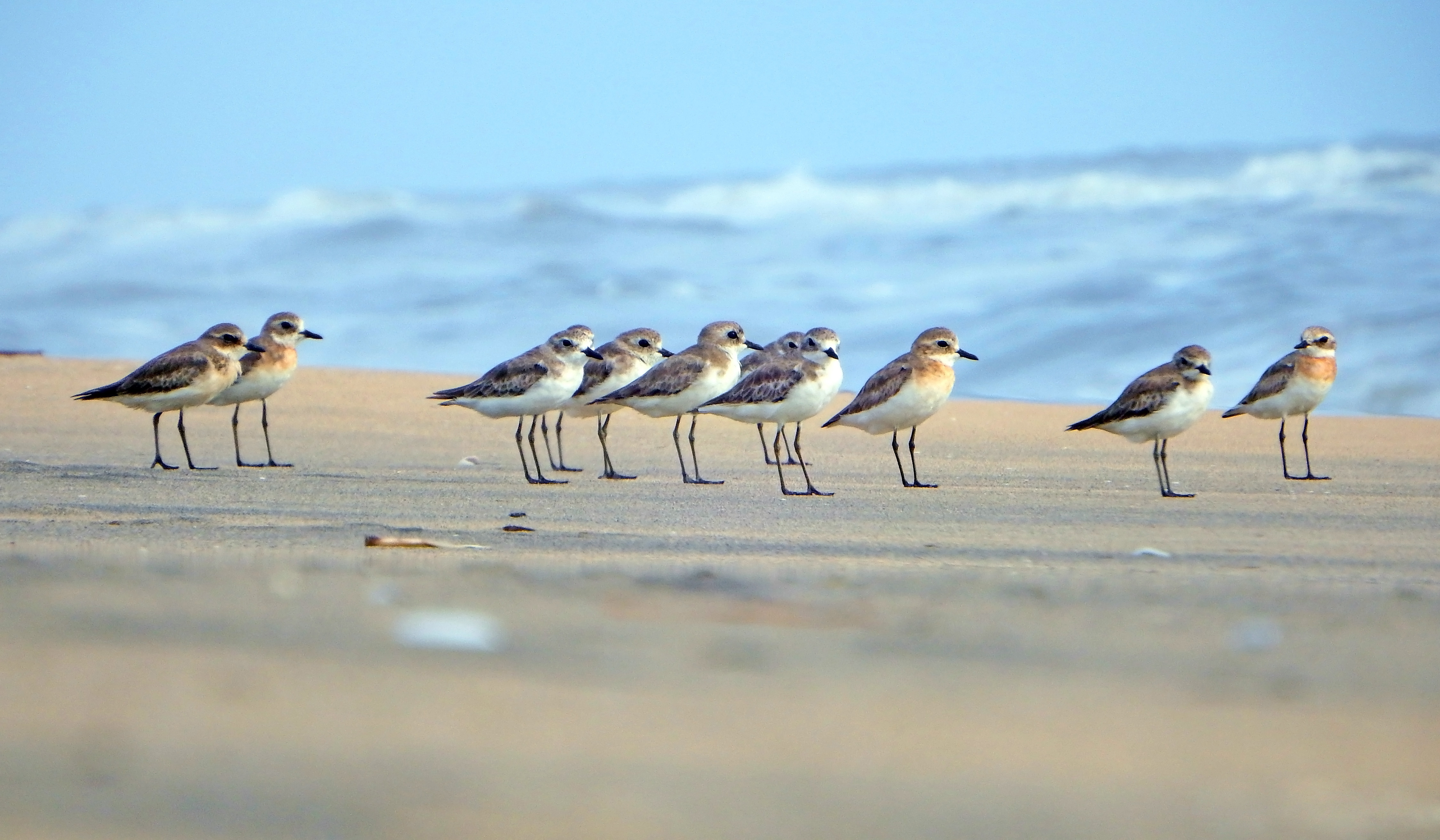
Övervintrande tibetpipare på en strand i Indien.

### Förekomst i Europa
Tibetpiparen är en mycket sällsynt gäst i Europa, där Sverige urskiljer sig med tre fynd, första gången i juni 1996 i Värmland. I Norge finns ett fynd från 2015, i Danmark ett 2004 och i Finland ett 2009, medan det i Storbritannien föreligger två bestämda fynd och ett av en obestämd tibet- eller kamtjatkapipare. De flesta fynd av både kamtjatka- och tibetpipare har gjorts från mitten av juni till mitten av augusti, men ett par tibetpipare har också påträffats i maj.

### Artstatus
Tibetpiparen behandlades fram tills nyligen tillsammans med kamtjatkapiparen (Anarhynchus mongolus) som en och samma art – mongolpipare. En studie av mitokondriellt DNA och helgenomsekvensering av mongolus-gruppen, atrifrons-gruppen och leschenaultii-gruppen visade att taxonet mongolpipare var parafyletisk, då alla individer från den nordliga mongolus-gruppen var närmare släkt med ökenpipare än med de sydliga mongolpiparna från atrifrons-gruppen. Studien omfattade även akustiska analyser av de tre grupperna som visade att det med säkerhet går att särskilja de tre baserat på deras läten. Utifrån dessa data, tillsammans med skillnader i dräkt och morfologi, delade därför BirdLife Sverige taxonet mongolpipare upp i två arter i oktober 2022. International Ornithological Congress (IOC) och Clements et al följde efter 2023.

### Släktskap med andra strandpipare
Tibetpiparen bildar en grupp tillsammans med kamtjatkapipare, tibetpipare, ökenpipare, kaspisk pipare och orientpipare. Hittills har dessa placerats i Charadrius, men flera genetiska studier har visat att arterna i släktet inte är varandras närmaste släktingar. Istället är en stor grupp strandpipare, däribland kamtjatkapiparen, närmare släkt med vipor i Vanellus och andra udda pipare som australiska inlandspiparen (Peltohyas australis) och nyzeeländska snednäbben (Anarhynchus frontalis) än med typarten för släktet större strandpipare.  Tongivande Clements m.fl. implementerade 2023 dessa resultat i sin systematik, vilket medfört att denna grupp lyfts ur Charadrius och istället förenats med snednäbben i släktet Anarhynchus.

## Utseende
Tibetpiparen är liksom kamtjatkapiparen något större än större strandpipare, med kraftigare kroppsbyggnad och längre ben och näbb. Benen, ögonen och den dolkformade näbben är i alla dräkter mörka. I sommardräkt är de på översidan gråbruna och på undersidan vita. Hjässa nacke och bröst har en roströd ton. Förutom en svart ögonmask som sträcker sig från tygel till kind är ansiktet vitt ned på strupen. Honans dräkt är lik hanens men mattare i färgerna. I vinterdräkt påminner de om svartbent strandpipare, men är större och saknar vitt i nacken och på stjärtsidorna.
Både kamtjatkapiparen och tibetpiparen är i alla dräkter mycket lik ökenpiparen, men skiljer sig i kroppsbyggnad och storlek: något mindre, proportionellt större huvud, mindre och trubbigare näbb samt mörkare ben med kortare tibia. Dessutom har de i häckningsdräkt annorlunda vit teckning i ansiktet, tydligare vitt vingband och oftast mörkare ben.
Jämfört med kamtjatkapiparen är tibetpiparen smäckrare och mer långbent, mer åt ökenpipare. Näbben är längre och tunnare, hos östliga populationer mot ökenpipare. Ovan är den ljusare, mer sandfärgad, med kritvita flanker, ej gråfläckade som hos kamtjatkapiparen. Även teckningen på övergump och stjärt skiljer sig subtilt, där tibetpiparen har mer vitt på sidorna av övergumpen och därmed smalare mörkt band på övergumpen, den senare dessutom i samma färg som stjärtbandet, inte kontrasterande. I flykten sticker också tårna utanför stjärtkanten, vilket nästan aldrig syns hos kamtjatkapipare, och vingundersidorna är ljusare.
I häckningsdräkt har hanen blekare orangerött bröst än hane kamtjatkapipare, framför allt tidigt på våren även orangefärgade fjädrar på ryggen. Tegelröda fjädrar kan även ses ner mot vingknogen, men aldrig på flankens bakre del. Pannan är oftast helt svart, utan stora vita ovaler som hos kamtjatkapiparen, dock några vita oregelbundna fläckar hos pamirensis. Närmast näbbroten är den nästan alltid svart, liksom på övre delen av pannan. Senare på sommaren har de orangefärgade fjädrarna på flanker och rygg oftast bleknat, liksom bröstbandet, vilket ger arten ett ljusare och mer sandfärgat intryck. Hona har jämfört med hona kamtjatkapipare ofta en mer diffust tecknad ljus panna som övergår i brunt på hjässan utan svarta teckningar, ett mer kontrastlöst ansikte och ljusare kind.

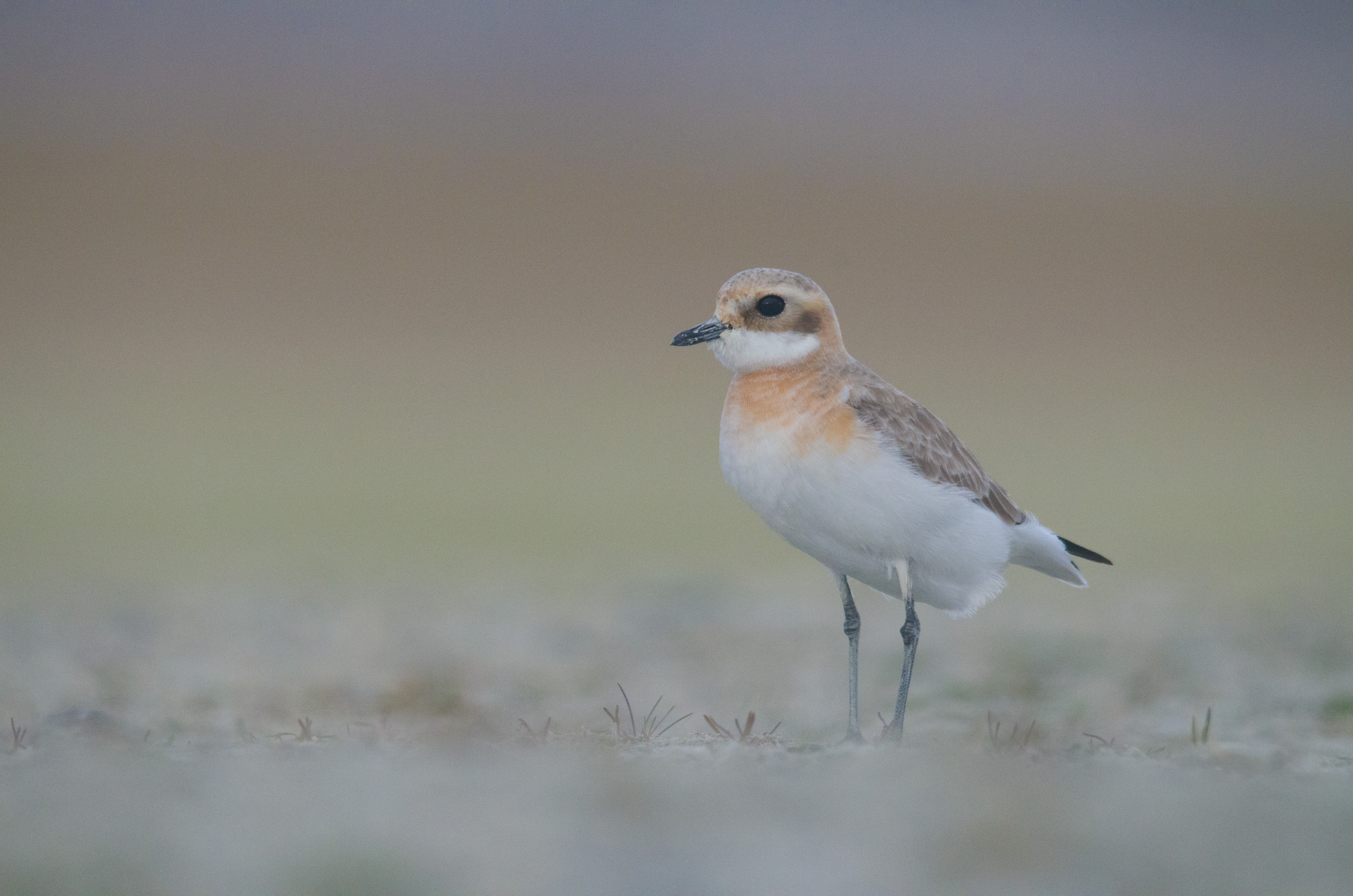
Hona tibetpipare på häckplats i Ladakh.

## Läte
Lätet, som oftast hörs i flykten, är ett mjukt drillande "puriri" eller "prrrp" påminnande om roskarlen, men även vassare "kip-ip" hörs. Spellätet är unikt, ett kort och raspigt läte som i engelsk litteratur återges "trit-it-it-it-turkwheeoo". Skillnader i läten mellan kamtjatkapipare och tibetpipare har inte beskrivits.

## Ekologi
Nedanstående beskrivning gäller mongolpiparen som helhet, det vill säga kamtjatkapiparen och tibetpiparen.
Både tibet- och kamtjatkapiparen häckar över trädgränsen i bergstrakter, upp till hela 5500 meters höjd i Himalaya. Den bebor öde dalgångar med endast lite växtlighet i bergs- eller tundrabelägna stäppområden, huvudsakligen intill myrar på fuktig men väldränerad mark med grus, sten eller sand. I Sibirien och på Kommendörsöarna häckar den också vid havsnivån bland sanddyner sanddyner och klapperstensstränder utmed kusten. Boet är en uppskrapad grop i marken, ibland i fotspår från boskap eller intill buskar och stora stenar.
Vintertid förekommer den nästan uteslutande utmed kusten på sandstränder, tidvattensslätter och sanddyner. Ibland ses den även i mangroveträsk och påträffas födosökande på exponerade korallrev. Mycket sällsynt frekventerar den kustbelägna flygfält och under flyttningen kan den också påträffas utmed sjö- och flodstränder inåt landet,  eller på odlade fält.
Under häckningstid lever fågeln av insekter som skalbaggar, vivlar och fluglarver samt krabbor. Vintertid tar den också insekter och kräftdjur, men även mollusker och havsborstmaskar. Arten är huvudsakligen daglevande, men kan ibland födosöka månklara nätter.

## Status och hot
Arten har ett stort utbredningsområde, men tros minska i antal, dock inte tillräckligt kraftigt för att den ska betraktas som hotad. Internationella naturvårdsunionen IUCN listar arten som livskraftig (LC). Beståndet uppskatas till mellan 400 000 och 480 000 vuxna individer.